# عين أم زنبور
عين أم زنبور من عيون المنطقة الشرقية بالأحساء.

## الموقع
تعتبر من أهم العيون التي تقع شرق قرية المطيرفي. 

## تميزها
تعد من العيون التي اشتهرت بوفرة الماء وسخونتها. 

## إعادة التأهيل
كانت عين أم زنبور ضمن 21 تم الإنتهاء من إعادة تأهيلها بعد أن غمرتها الأتربة وذلك من أجل الحفاظ عليها لكونها أثر تاريخي هام، كما تم تسويرها ووضعت لوحات تعريفية لها. 